# Première Nation de Loon River
La Première Nation de Loon River (en cri : ᒫᑿ ᓰᐲᐩ ou mâkwa-sîpîy ; en anglais : Loon River First Nation) est une Première Nation (au sens de « bande indienne ») du nord de l'Alberta. Signataire du Traité 8, la Première Nation a à sa disposition trois réserves indiennes, soit Loon Lake 235, Loon Prairie 237 et Swampy Lake 236, son centre administratif se trouve néanmoins à Red Earth Creek. 
En octobre 2023, la population de la Première Nation, d'ethnie crie, est de 713 personnes, dont 459 vivent dans l'une des trois réserves de la Première Nation.  